# Doblec (costura)

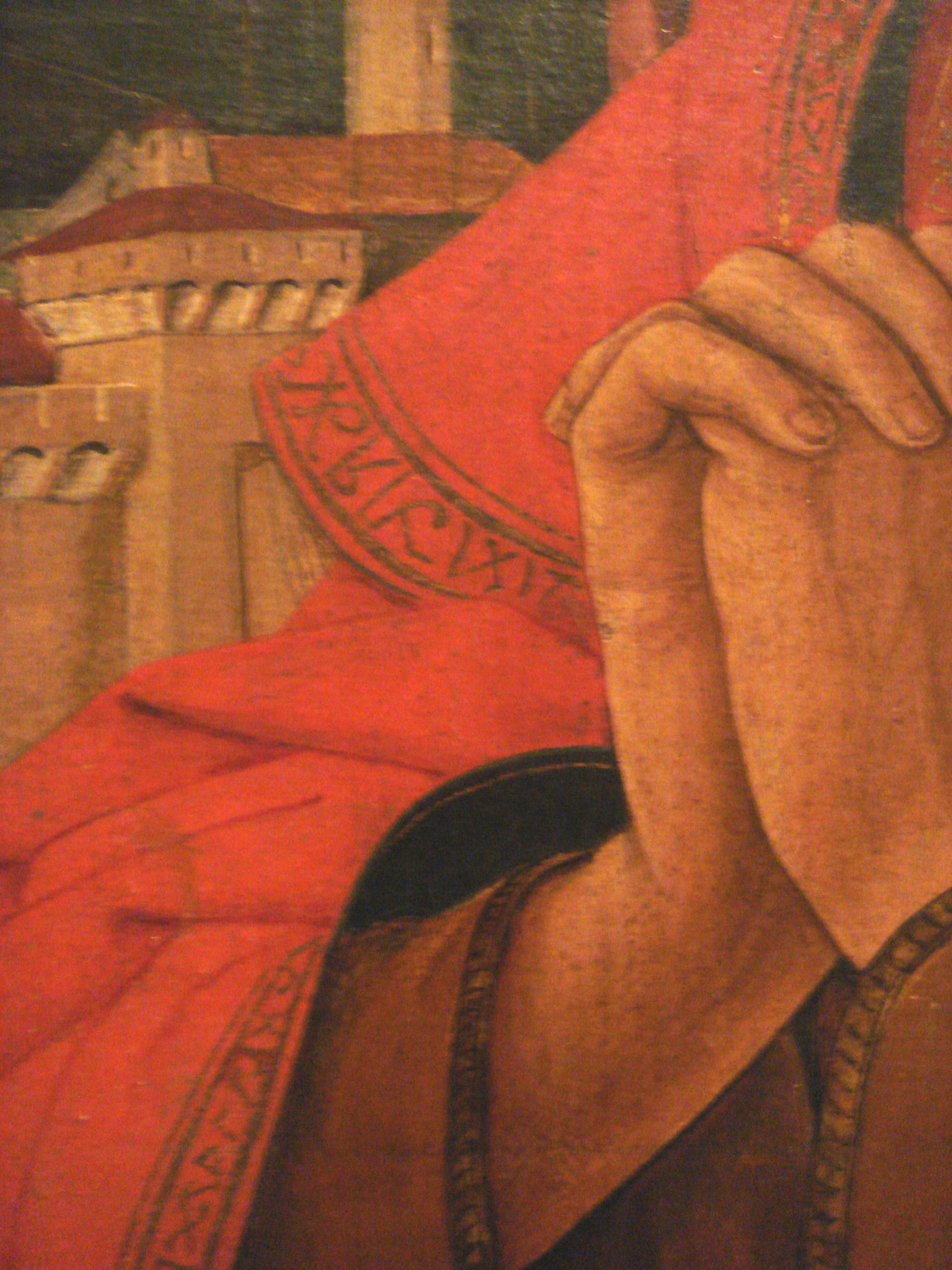
Detall de la vora amb inscripcions, Sant Joan en crucifixió, Ferrara, de Vicino da Ferrara (1469–70).

En la costura, el doblec o vora és un mètode d'acabat de peces de vestir, on la vora d'una peça de tela es doblega i es cus per evitar que el teixit es desenrotlli i per ajustar la longitud de la peça, com ara a l'extrem de la màniga o la part inferior dels vestits, pantalons o faldilles. La vora es fa cosint el teixit després d'haver-lo plegat sobre si mateix dins de la tela.

## Tipus de doblecs
- Doblec senzill
- Doblecs farcits: doblec de texà (1cm), doblec de mocador (0,6 cm), doblec de mosca (0,2cm).
- Doblec de puny anglès.
- Doblec enrotllat
- Doblec invisible.
- Fals doblec
- Doblec invers.

En absència de vora (tall directe amb tisores), se li diu " vora lliure ". Entre els tipus de punt de vora que s'utilitzen habitualment per als doblecs cosits a mà hi ha: repunt; punt de captura (també anomenat punt d'espina de peix); punt lliscant ; i punt cec.

## Amplària

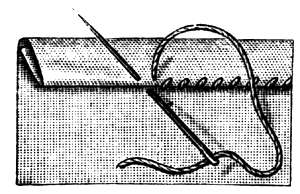
Doble vora d'agulla.

Les vores de diferents profunditats (que inclouen el marge de costura) poden tenir un estil particular per aconseguir, que requereix més o menys teixit depenent de l'estil. Una vora d'estil de mocador requereix un marge de vora de 0,6 cm o un quart de polzada. Una faldilla o una vora de pantaló típica pot ser de 5-7,6 cm. La profunditat del doblec afecta la forma en què el teixit del teixit acabat s'amagarà. El teixit més gruixut requereix un doblec relativament més curt. Un teixit d'interfície cosit a la tela de la vora té una funció útil en alguns estils de vora. De vegades s'utilitza una tira de biaix com a interfície de vora. Això afegeix plenitud a la peça acabada i redueix les arrugues.

## Galeria

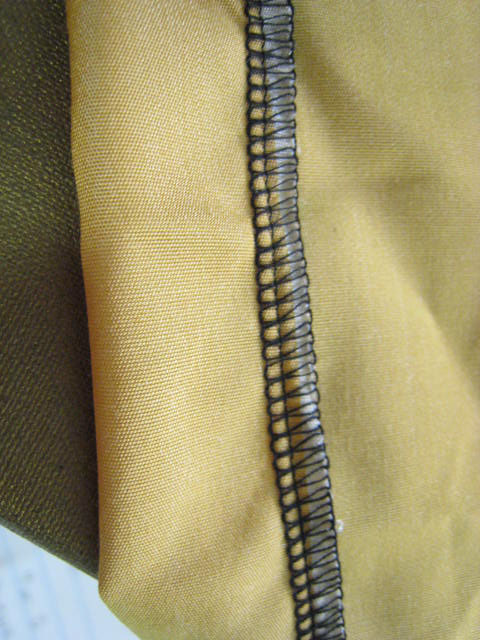
Una vora overlock de cinc fils feta amb una màquina de serger. Aquesta foto mostra l'interior de la peça. A l'exterior de la peça, apareixeria com una puntada cega.
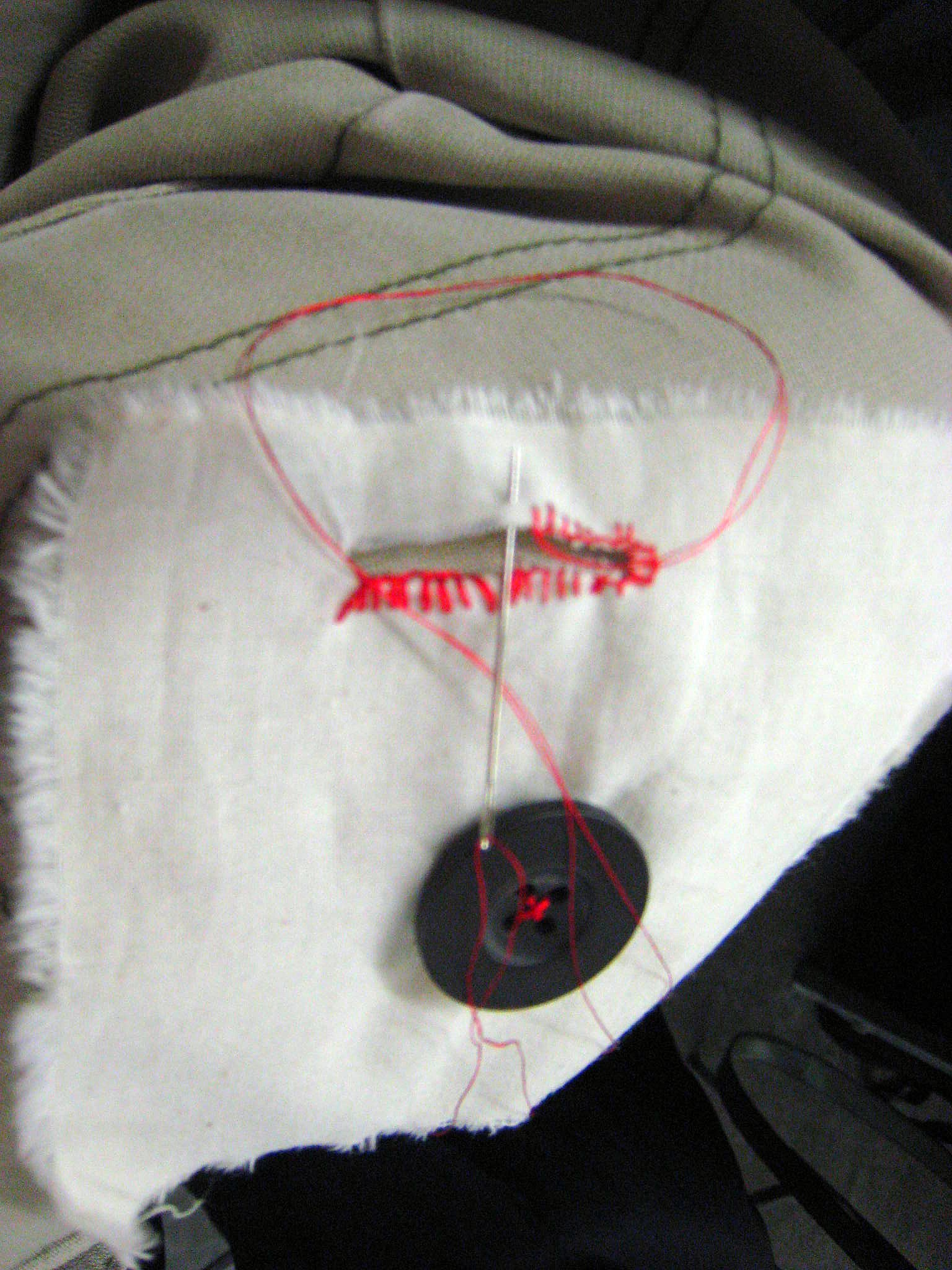
Una puntada de trau voreja l'obertura al voltant d'un forat de botonera.
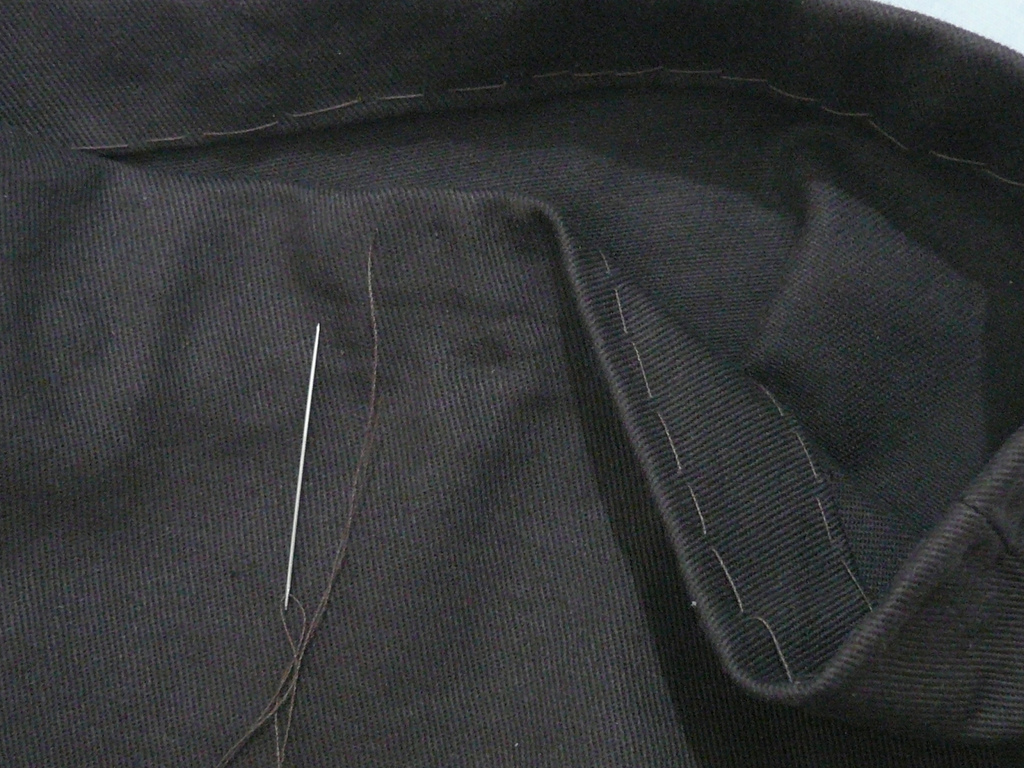
Una repunt fet amb fil que coincideix amb la tela, per semblar invisible a l'exterior de la peça.
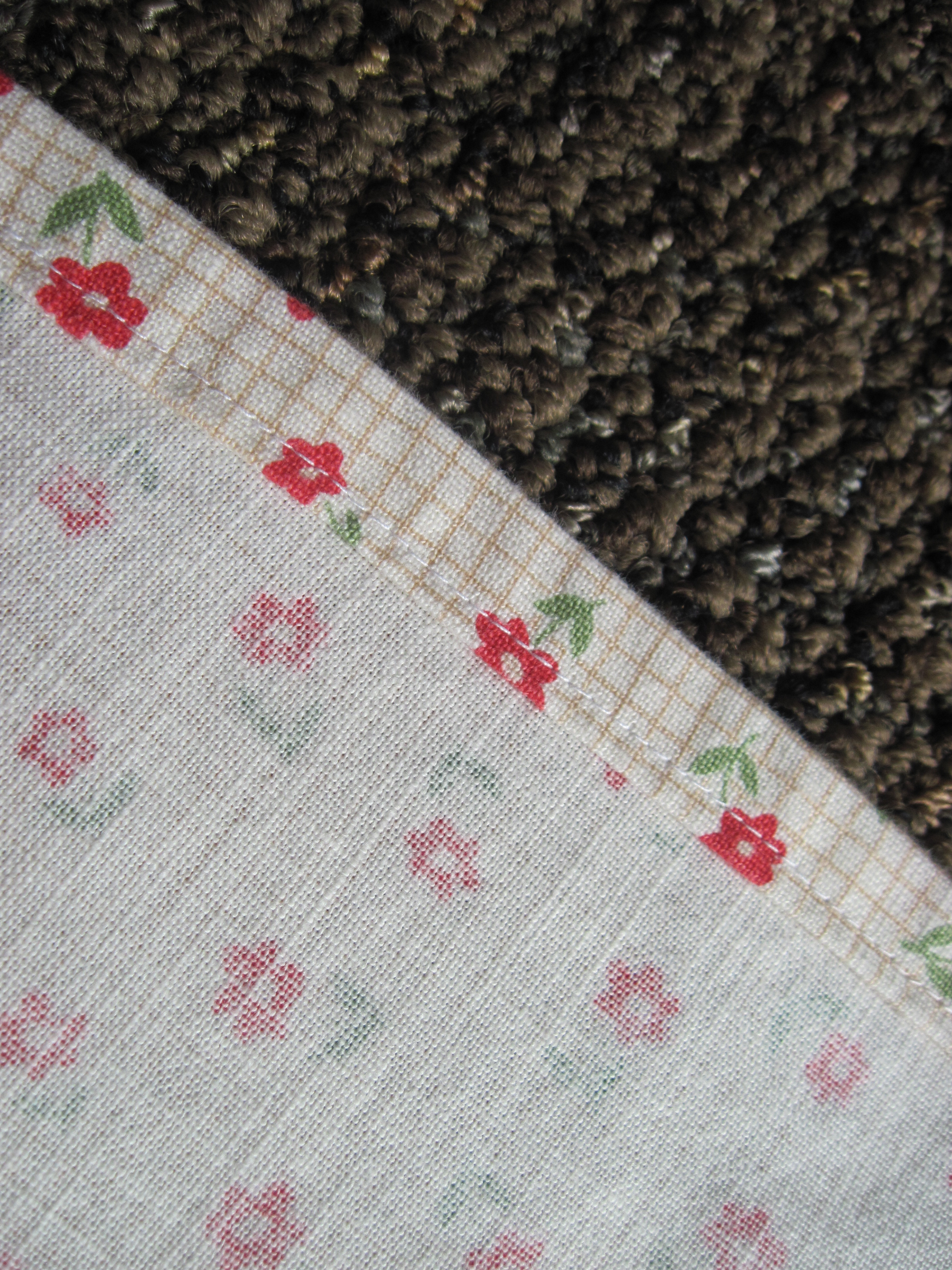
Una vora plana, doblegada una vegada i cosida amb una embastada.

## Cinta reparadora de doblecs

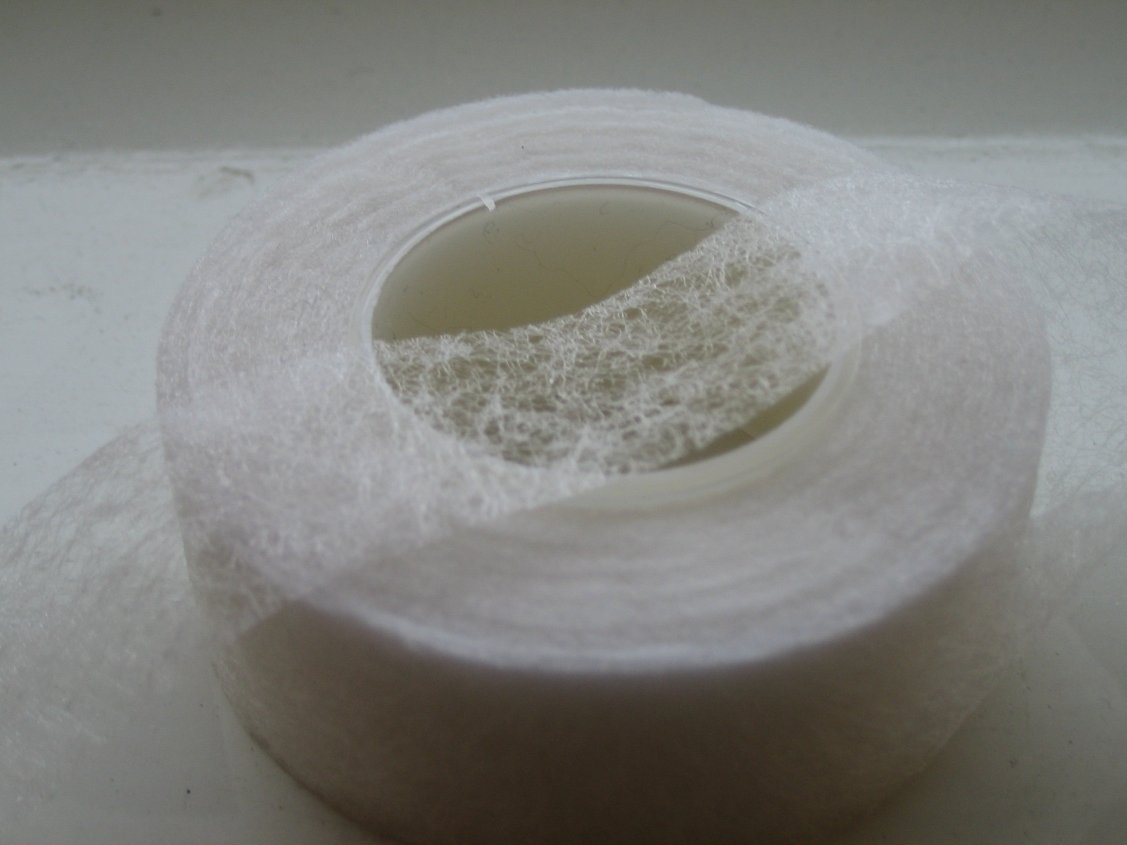
Cinta reparadora de doblecs

La cinta de reparació de doblecs està disponible com a solució alternativa en lloc de cosir una vora trencada. Com una solució, la cinta de reparació de la vora es col·loca al voltant de l'interior de la vora. Després es planxa amb una planxa calenta. La calor fa que la cinta uneixi les dues superfícies.